# Barnett (Missouri)
Barnett is een plaats (city) in de Amerikaanse staat Missouri, en valt bestuurlijk gezien onder Morgan County.

## Demografie
Bij de volkstelling in 2000 werd het aantal inwoners vastgesteld op 207.
In 2006 is het aantal inwoners door het United States Census Bureau geschat op 228, een stijging van 21 (10,1%).

## Geografie
Volgens het United States Census Bureau beslaat de plaats een oppervlakte van
0,7 km², geheel bestaande uit land. Barnett ligt op ongeveer 273 m boven zeeniveau.

## Plaatsen in de nabije omgeving
De onderstaande figuur toont nabijgelegen plaatsen in een straal van 20 km rond Barnett.